# Christopher Williams (atleet)
Christopher (Chris) Williams (Mandeville (Jamaica), 15 maart 1972) is een Jamaicaanse sprinter, die gespecialiseerd is in de 200 m en de estafettenummers. Hij nam driemaal deel aan de Olympische Spelen en won hierbij één medaille.

## Loopbaan
Zijn eerste successen boekte Williams in 1999. Toen won hij de 100 m bij de Jamaicaanse kampioenschappen en een gouden medaille op de 200 m bij de Centraal-Amerikaanse en Caribische kampioenschappen. Op de Olympische Spelen van 2000 in Sydney maakte hij zijn olympisch debuut door namens Jamaica deel te nemen aan de 100 en 200 m individueel en aan de estafettenummers op de 4 × 100 en de 4 × 400 m. Alleen op de estafettes bereikte hij de finale. Op de 4 × 100 m werd hij vierde samen met Lindel Frater, Dwight Thomas en Llewelyn Bredwood; met een tijd van 38,20 s vestigde het viertal een nationaal record, maar eindigde dus net buiten de medailles. Op de 4 × 400 m estafette viel hij met zijn teamgenoten Michael Blackwood, Greg Haughton en Danny McFarlane echter wél in de prijzen en veroverde hij in 2.58,78 het zilver.
In 2001 leverde Williams zijn beste individuele prestatie op een internationaal toernooi. Bij de wereldkampioenschappen in Edmonton won hij een zilveren medaille op de 200 m. Drie atleten eindigden tegelijkertijd met een tijd van 20,20 achter de Griek Konstantinos Kenteris, die wereldkampioen werd in 20,04. Na bestudering van de finishfoto werd het zilver uitgereikt aan Christopher Williams. Met zijn teamgenoten Brandon Simpson, Gregory Haughton en Danny McFarlane won hij vervolgens een bronzen medaille op de 4 × 400 m estafette. In datzelfde jaar werd hij ook verkozen tot Jamaicaans sportman van het jaar.
Hierna boekte Williams, met uitzondering van zijn bronzen medaille op de 200 m bij de Gemenebestspelen van 2006, geen spraakmakende resultaten meer bij grote internationale wedstrijden.
In 2008 was Christopher Williams opnieuw present op de Olympische Spelen, die van Peking ditmaal, waar hij deze keer alleen aantrad voor de 200 m. Hij kwam tot de halve finale, waarin hij ten slotte sneuvelde door als zesde te finishen in 20,45, nadat hij een dag eerder in de kwartfinale een snellere 20,28 op de klokken had gebracht.

## Titels
- Centraal-Amerikaans en Caribisch kampioen 200 m - 1999
- Jamaicaans kampioen 100 m - 2001
- Jamaicaans kampioen 200 m - 1999, 2000, 2001

## Persoonlijke records
Outdoor
| Onderdeel | Prestatie | Datum         | Plaats |
| --------- | --------- | ------------- | ------ |
| 200 m     | 20,02     | 16 april 2000 | Walnut |

Indoor
| Onderdeel | Prestatie | Datum            | Plaats  |
| --------- | --------- | ---------------- | ------- |
| 60 m      | 6,61      | 16 februari 2001 | Halle   |
| 100 m     | 10,34     | 12 februari 2001 | Tampere |
| 200 m     | 20,68     | 21 februari 2001 | Piraeus |

## Palmares

### 100 m
- 2004: 5e in ¼ fin. OS - 10,30 s

### 200 m
Kampioenschappen
- 1999:  Centraal-Amerikaanse en Caribische kamp., Bridgetown - 20,40 s (wind)
- 2000: 5e in ½ fin. OS - 20,47 s
- 2001: 4e WK indoor - 21,12 s
- 2001:  WK - 20,20 s
- 2001: 5e Grand Prix finale, Melbourne - 20,59 s
- 2001:  Goodwill Games - 20,38 s
- 2002:  Centraal-Amerikaanse en Caribische kamp., San Salvador - 21,04 s
- 2003:  Pan-Amerikaanse Spelen - 20,54 s
- 2003:  Centraal-Amerikaanse en Caribische kamp., Saint George's - 20,58 s
- 2004: 6e in ½ fin. OS - 20,80 s
- 2005:  Wereldatletiekfinale, Monte Carlo - 20,19 s
- 2006:  Gemenebestspelen - 20,52 s
- 2006: 5e Wereldatletiekfinale, Stuttgart - 20,27 s
- 2007: 7e WK - 20,57 s
- 2007: 5e Wereldatletiekfinale, Stuttgart - 20,39 s
- 2008: 6e in ½ fin. OS - 20,45 s (in ¼ fin. 20,28 s)
- 2008: 4e Wereldatletiekfinale, Stuttgart - 20,66 s

Golden League-podiumplek
- 2005:  ISTAF – 20,33 s

### 4 × 100 m
- 1999:  Pan-Amerikaanse Spelen - 20,54 s
- 2000: 4e OS - 38,20 s
- 2006: DNF Wereldbeker

### 4 × 400 m
- 2000:  OS - 2.58,78[1]
- 2001:  WK - 2.58,39

## Onderscheidingen
- Sportman van het jaar (Jamaica) - 2001